# Herman Björnström
Johan Herman Björnström, född 23 september 1839 i Stockholm, död 21 november 1908 i Västerås, var en svensk teolog.

## Biografi
Björnström blev student vid Uppsala universitet 1857, filosofie kandidat 1860, filosofie doktor 1863 och teologie kandidat 1866, varefter docentur erbjöds honom i alla de teologiska ämnena. Sedan han 1867 utgivit och försvarat en med teologiska fakultetens högsta betyg vitsordad avhandling, utnämndes han samma år till docent i kyrkohistoria. 
Björnström tjänstgjorde 1868–75 såsom ledamot i den teologisk-praktiska examenskommissionen, var 1870–71 teologiska fakultetens notarie samt uppehöll vårterminen 1875 professuren i exegetik. Tillika bestred Björnström, som prästvigts 1866, under denna tid flera prästerliga befattningar; bland annat var han regementspastor vid Upplands regemente 1870–75 och samtidigt vice pastor vid Uppsala domkyrka. 
År 1873 utnämndes han till extra ordinarie kunglig hovpredikant och 1875 till kyrkoherde i Katarina församling i Stockholm. År 1880 övertog han domprostbefattningen i Västerås, vartill han redan 1878 blivit utnämnd. Samma år blev han kontraktsprost. Han uppfördes 1884 i första rummet på biskopsförslaget i Västerås stift. Han bevistade kyrkomötena 1883, 1888 och 1893 såsom ombud för Västerås stift. Vid jubelfesten i Uppsala 1877 utnämndes han till teologie doktor. 
Förutom sin gradualavhandling Om den mosaiska skapelsehistorien och dess förhållande till naturforskningens resultater (1863) och sin docentavhandling Om John Wiclif och hans betydelse som en reformationens förelöpare (I, 1868) utgav Björnström en med förord och anmärkningar försedd översättning av Karl Rudolf Hagenbachs kyrkohistoria, "Den kristna kyrkans historia från äldsta tider till 19:e århundradet" (sju delar, 1870–74, andra upplagan 1883–88), och prästmötesavhandlingen Pentateukens messiasidé jämte aforismer om de kristnas allmänna prestadöme etc. (1886) samt bland annat flera liktal och strödda predikningar. Dessutom skrev han en mängd artiklar i Nordisk familjebok.
Herman Björnström var bror till Fredrik Björnström, Victor Björnström och Knut Björnström. Björnström var gift två gånger. I första äktenskapet med Hedda Mossberg fick han två barn: Georg Björnström och Hedvig Hegard. I sitt andra äktenskap med Anna De la Gardie fick han sju barn; Ebba Viotti, Elsa Liljeblad, Anna Alexanderson, Ellen Björnström, Maria Persson, Axel Björnström och Knut Björnström.